# 1637 Swings
1637 Swings је астероид главног астероидног појаса. Приближан пречник астероида је 45,15 ,
а средња удаљеност астероида од Сунца износи 3,068 астрономских јединица (АЈ).
Инклинација (нагиб) орбите у односу на раван еклиптике је 14,111 степени, а орбитални период износи 1963,547 дана (5,375 година). Ексцентрицитет орбите астероида износи 0,044.
Апсолутна магнитуда астероида износи 10,80 а геометријски албедо 0,041.
Астероид је откривен 28. августа 1936. године.